# Ischiopsopha scheini
Ischiopsopha scheini är en skalbaggsart som beskrevs av Paul Norbert Schürhoff 1942. Ischiopsopha scheini ingår i släktet Ischiopsopha och familjen Cetoniidae. Inga underarter finns listade i Catalogue of Life.